# Ерик (Фриули)
Вижте пояснителната страница за други личности с името Ерик.
Ерик (Eric, Heirichus, Ehericus; † 799) e херцог на Фриули (dux Foroiulensis) от 789 г. до смъртта си.

## Биография
Според съчинението на патриарха на Аквилея Павлин II, той произлиза от знатна франкска фамилия, която има владения в и около Страсбург. По някои източници той е най-големият син на Геролд от Винцгау и чрез женитбата на неговата сестра Хилдегард зет на Карл Велики.
През 795 или 796 г. Ерик, заедно с Пипин от Италия, се съюзява с тудуна на западните авари. През 799 г. той умира в битка против аварите в Панония заедно с Геролд Млади.